# فتح الأندلس (مسلسل)
فتح الأندلس مسلسل تاريخي درامي، إنتاج كويتي سوري تم رصد ميزانية لإنتاجه بأكثر من 3 ملايين دولار أمريكي، صُوِّر بين مدينتي بيروت وماردين في تركيا، ليُعرض خلال رمضان 2022.

## القصة
يحكي المسلسل قصة القائد الإسلامي طارق بن زياد خلال رحلة الفتح الإسلامي للأندلس أثناء ولاية موسى بن نصير في عهد الدولة الأموية، مستعرضًا الصعوبات والمعوقات التي واجهها لتحقيق هذا الفتح ضمن فترة التحضير لعبور البحر من أجل فتح الأندلس، ضمن الفترة التاريخية الواقعة بين (89هـ وحتى 96هـ / 709م وحتى 715م).

## التأليف والإخراج
قام بتأليف المسلسل ستة كتّاب وهم: أبو المكارم محمد، صالح السلتي، صابر أحمد، محمد اليساري، مدين الرشيدي، إبراهيم كوكي. ومن إخراج محمد سامي العنزي، وإنتاج شركة المها للإنتاج الفني، ويتألّف من 30 حلقة ويضم أكثر من 250 ممثلًا وممثلة من جميع الدول العربية. وسوف يعرض على تلفزيون الكويت وقناة إم بي سي 1.
المسلسل من بطولة: سهيل جباعي في دور (طارق بن زياد)، تيسير إدريس في دور (الملك لوذريق)، عاكف نجم في دور (أبو بصير)، رفيق علي أحمد في دور (موسى بن نصير)، عدي رعد في دور الوليد بن عبد الملك ، النجم اللبناني بيار داغر في دور (جوليان)، هشام بهلول في دور (شداد) ، ويشارك أيضًا في العمل كلًا من: جيني إسبر، روبين عيسى، بيار داغر، منى شداد، حامد الضبعان، فائق عرقسوسي، مالك محمد، محمد العجيمي. وقد أثار المسلسل جدلًا كبيرًا حول هوية طارق بن زياد بين الجزائريين والمغربين،

## نقد
لاقى المسلسل عند عرضه إنتقادات في المغرب بمحاولات تزوير تاريخ فتح الأندلس، وصلت حتى المحاكم.

## شارة النهاية
- الكلمات: مصعب العنزي
- غناء الشارة: الموسيقار المغربي نعمان لحلو
- التأليف الموسيقى: رضوان الديري
- التوزيع الموسيقى: رشيد محمد علي
- الوتريات: يونس الخزان

## وصلات خارجية
- فتح الأندلس على موقع IMDb (الإنجليزية)
- فتح الأندلس على موقع قاعدة بيانات الأفلام العربية
- فتح الأندلس على موقع قاعدة بيانات الفيلم (الإنجليزية)